# Csíkdánfalva
Csíkdánfalva (románul Dănești) falu Romániában Hargita megyében. Községközpont, 1923-ig Csíkmadarassal, Csíkjenőfalvával és Csíkszenttamással együtt Csík-Nagyboldogasszonyfalvához tartozott. Csíkmadaras leválása óta önálló községközpont.

## Fekvése
Csíkszeredától 19 km-re északra az Olt mellett fekszik. A községet a E 578-as út szeli át, ugyanakkor megyei út köti össze Csíkkarcfalvával.

## Nevének eredete
Neve valószínűleg a magyar Dániel személynév régi Dán alakjából ered.

## Története
Határában bronz és vaskori leleteket találtak. Itt dolgozták fel egykor a Csíkmadarason bányászott vasércet, vashámorai 1779-ig működtek. A középkorban temploma nem volt, lakói Karcfalvára jártak templomba. 1567-ben Danffalva néven említik. A település 19. században a felcsíki fazekasság központja lett, ma fekete-kerámia üzem is működik itt. A falunak 1910-ben 2700 magyar lakosa volt. A trianoni békeszerződésig Csík vármegye Felcsíki járásához tartozott. A község alkotó tízesei a következők: Főút, Oltfalva, Város, Középszeg, Felszeg. 1992-ben 2407 lakosából 2390 magyar, 12 román és 5 cigány volt. Itt működik Felcsík egyetlen szakközépiskolája, mely Petőfi Sándor nevét viseli.

## Látnivalók
- 1922 és 1935 között épült neogótikus római katolikus temploma. Közelében áll az Erzsébet királyné emlékoszlop.
- Határában nyugatra 1,5 km-re levő Dugásfürdőn 21 °C-os borvizes fürdőtelep működik, amely 1926-ban létesült.
- 15 km-re nyugatra a Madarasi-Hargita és a Fertő-tető között 1400 m magasan borvízforrás tör fel.
- A Petőfi Sándor Iskolaközpont.

## Híres emberek
- Itt született 1881-ben Antal Áron és Albert Ernő író.
- Itt született 1921. június 4-én János Pál muzeológus, néprajzi szakíró.
- Itt született 1929. november 3-án Albert Antal újságíró, szerkesztő
- Itt született 1932. január 14-én Albert Ernő magyar népköltészeti gyűjtő.
- Itt született Gál Lajos atléta.